# Hassaleh
Hassaleh eller Jota Aurigae (ι Aurigae, förkortat Jota Aur, ι Aur) som är stjärnans Bayerbeteckning, är en ensam stjärna belägen i den sydvästra delen av stjärnbilden Kusken. Den har en skenbar magnitud på 2,69 och är synlig för blotta ögat. Baserat på parallaxmätning inom Hipparcosuppdraget på ca 6,6 mas, beräknas den befinna sig på ett avstånd på ca 490 ljusår (ca 151 parsek) från solen. På detta avstånd orsakar skymning genom interstellärt stoft en minskning av magnituden på ca 0,6 enheter. Sedan 1943 har spektret av denna stjärna fungerat som en av de stabila referenser som andra stjärnor klassificeras efter.

## Nomenklatur
Jota Aurigae har det traditionella namnet Hassaleh i Antonín Bečvářs atlas. Den har också det traditionella namnet Al Kab, förkortning av Kabdhilinan, från det arabiska الكعب ذي العنان al-ka c b ðīlc inān  "kuskens axel". Under namnet Alkab är den en markör på Astrolabe, som beskrivs av Geoffrey Chaucer i Treatise on the Astrolabe, 1391.
Internationella Astronomiska Unionen organiserade år 2016 en arbetsgrupp på stjärnnamn (WGSN) med uppgift att katalogisera och standardisera riktiga namn för stjärnor. WGSN fastställde namnen Hassaleh för Jota Aurigae den 30 juni 2017 som nu ingår i IAU:s Catalog of Star Names.

## Egenskaper
Hassaleh är en orange till röd, ljusstark jättestjärna av spektralklass K3 II. Den har en massa som är ca 7 gånger större än solens massa, en radie som är ca 127 gånger större än solens och utsänder från dess fotosfär ca 4 580 gånger mera energi än solen vid en effektiv temperatur på ca 4 160 K.
Hassaleh är en svag källa till röntgenstrålning med en styrka på ca 1,8×1027 erg/s. Denna strålning kommer sannolikt från övergående slingor av plasma i stjärnans yttre atmosfär, som har en temperatur på cirka 3 miljoner K. Detta är en misstänkt variabel stjärna, även om denna variabilitet fortfarande (2018) är obekräftad.